# Guissenhi
Guissenhi ou Guisseni (em inglês: Gisenyi) é uma cidade da Ruanda situada na província (intara) do Oeste. Segundo censo de 2012, havia 136 830 habitantes. Já foi capital da antiga província de Guissenhi.